# Не ходите, девки, замуж
«Не ходите, девки, замуж» — советский художественный фильм 1985 года.

## Сюжет
Даже находясь на отдыхе в заграничном морском круизе, председатель передового колхоза Иван Савельич Мальков (Вячеслав Невинный) переживает за дела в своём коллективе. Вернувшись из поездки, Мальков сталкивается с тем, что из колхозного села Большие Угороды из-за острой нехватки мужчин скучающие девушки массово пытаются уехать в город. Отлавливая их и пытаясь удержать в селе, председатель предлагает девушкам создать самодеятельный хоровой ансамбль, показать его выступление на ярмарке и попасть на телевидение, чтобы парни сами приехали к ним. Параллельно с этим Мальков безуспешно пытается пригласить на выступление в деревню своего знакомого популярного певца Валерия Леонтьева, но тщетно — тот очень занят выступлениями, концертами, да и вездесущие поклонницы не дают возможности даже выйти из столичной гостиницы.

И вскоре, случайно дав интервью для телевидения, которое записало выступление колхозного хора девушек на ярмарке, Мальков создаёт ситуацию, последствия которой не заставили себя долго ждать.
Решая строить в колхозе большой животноводческий комплекс и не получив одобрения у областного начальства, Мальков обращается непосредственно к новому министру строительства СССР, с которым знакомится на соревнованиях по биатлону и получает от него разрешение после того, как министр увидел по телевизору выступление колхозного хора.

В деревню Большие Угороды, после показанной телепередачи о хоре, начинают съезжаться потенциальные женихи со всего Советского Союза. Но неожиданно для председателя девушки всем коллективом уезжают на всесоюзные гастроли по всей трассе БАМа и в Японию по приказу самого министра культуры СССР.

Разочарованной толпе женихов находчивый Мальков предлагает подождать невест, оставшись для этого работать в колхозе.

## В ролях
- Вячеслав Невинный — Иван Савельевич Мальков, председатель колхоза «Верный путь»
- Светлана Рябова — Оля Дёмина
- Татьяна Догилева — Валя Власкова, агроном
- Нина Русланова — Анисья Ильинична
- Виктор Павлов — Виктор Скоробейников, заведующий клубом
- Евгений Стеблов — парикмахер Андрей
- Николай Парфёнов — Трофимов (Александрович), председатель колхоза
- Валерий Леонтьев — певец (камео)

В фильме снимались:
В эпизодах снимались:
- Боря Иванов — школьник из «Запорожца»
- Ольга Битюкова — корреспондентка
- Александр Горбенко — бегун
- Анатолий Скорякин — приятель Андрея на ярмарке
- Александр Январёв — инженер-проектировщик
- Владимир Скляров — жених-военный
- Александр Вдовин
- Владислав Ковальков — член комиссии
- Улдис Вейспалс — водитель такси, каскадёр на «Запорожце»
- Иван Турченков

## Песни
- «Люблю тебя» — Валерий Леонтьев (музыка Е. Крылатова, слова Р. Рождественского).
- «Что может быть лучше России» — музыка Е. Крылатова, слова Л. Дербенёва.

## Съёмочная группа
- Авторы сценария: Сергей Бодров (старший), Наталья Митина
- Режиссёр-постановщик — Евгений Герасимов
- Оператор-постановщик — Владимир Архангельский
- Художник-постановщик — Виктор Власков
- Композитор — Евгений Крылатов
- Текст песен: Леонида Дербенёва, Роберта Рождественского
- Звукооператор — Евгений Терехов
- Режиссёр — Людмила Острейковская
- Оператор — Леонид Литвак
- Монтажёр — Мария Родионова
- Редактор — Андрей Иванов
- Художник по костюмам — Вера Скопинова
- Художник-гримёр — Инна Барановская
- Цветоустановщик — Л. Рэдулеску
- Художник-декоратор — Ю. Константинов
- Ассистенты режиссёра: С. Дербаносов, А. Кезин, И. Пивоваров
- Операторская группа: Б. Датнов, С. Мачильский
- Мастер света — А. Колганов
- Административная группа: Н. Ковалевский, К. Толстов
- Комбинированные съёмки:

оператор — А. Герасимов
художник — В. Глазков
- Консультант — Л. Антипова
- Музыкальный редактор — Н. Строева
- Государственный симфоничекский оркестр кинематографии СССР

дирижёр — Константин Кримец
- Фольклорный ансамбль: Е. Антонова, З. Тукало, Т. Салмычева, О. Шанина, В. Черненко
- Директор съёмочной группы — Инесса Каширская

## Технические данные
- Фильм снят на киноплёнке Шосткинского п/о «Свема».

## Факты
- Фильм занял 6-е место проката 1985 года в СССР — 29,4 млн. зрителей[1][2].
- Съёмки фильма проходили в посёлке Горбово и городе Руза Московской области.
- Первый фильм Валерия Леонтьева, в котором он сыграл сам себя[3].
- Песня «Люблю тебя», прозвучавшая в фильме, в 1988 году была исполнена Сергеем Захаровым на 17-м фестивале «Песня-87»[4].